# Дюпарк, Луи-Клод
Луи-Клод Дюпарк (Louis-Claude Duparc, 14 февраля 1866, Каруж, Женева — 20 октября 1932, Женева) — швейцарский минералог, петрограф и химик. Профессор минералогии и петрографии, геологии и палеонтологии, а затем, наконец, аналитической химии и прикладной химии в университете Женевы. Иностранный член-корреспондент Российской Академии наук с 1912 года.

## Биография
Родился 13 февраля 1866 года в местечке Каруж в окрестностях Женевы. 
Окончил университет Женевы в 1887 году, получив диплом доктора физических наук. Его диссертация «Recherches sur l’acide o-nitrophе́ noxylacetique» была посвящена исследованию органических кислот. В течение года Дюпарк стажировался в Париже у известных петрографов Франции — Ф. Фуке и О. Мишель-Леви. В 1888 году он вернулся в Женеву и был назначен преподавателем минералогии Женевского университета. В 1889 году получил звание экстраординарного профессора, в 1892 году — ординарного профессора минералогии. В 1895 году, после смерти К. Фогта, Дюпарк был избран ординарным профессором геологии.
Первые работы Луи-Клода Дюпарка были посвящены органической химии и кристаллографии органических соединений. Затем его научные интересы стали смещаться в область петрографии и геологии. Преподавательскую деятельность в Женевском университете совмещал с научной работой. Дюпарк расширил микроскопические методы Евграфа Степановича Фёдорова и применил их в петрографии. Дюпарк имел дело с метаморфическими породами, петрографией и геологией массива Монблан, он предпринял экспедиции по всему миру, в том числе на платиновые месторождения на Северном Урале в районе горы Конжаковский камень.
Вёл интенсивную научную деятельность в различных областях, посвящённых, в частности, изучению месторождений полезных ископаемых и оптическому петрографическому исследованию.

## Труды
- Traité de Technique Minéralogique et Pétrographique, 2 Bände, Leipzig 1907, 1913 (Teil 1, Optische Methoden, mit Francis Pearce, Teil 2, Chemische Methoden, mit Alfred Monnier)
- Traité de chimie analytique qualitative suivi de tables systématiques pour l'analyse minérale, 3. Auflage, Genf 1914 (mit Alfred Monnier)
- Le platine et les gîtes métallifères de l’Oural et du monde, 1920 (mit Marguerite Tikanovitch)